# 134044 Chrisshinohara
134044 Chrisshinohara è un asteroide della fascia principale. Scoperto nel 2004, presenta un'orbita caratterizzata da un semiasse maggiore pari a 2,3160432 UA e da un'eccentricità di 0,2283505, inclinata di 24,03093° rispetto all'eclittica.